# Vermaning (kerk)

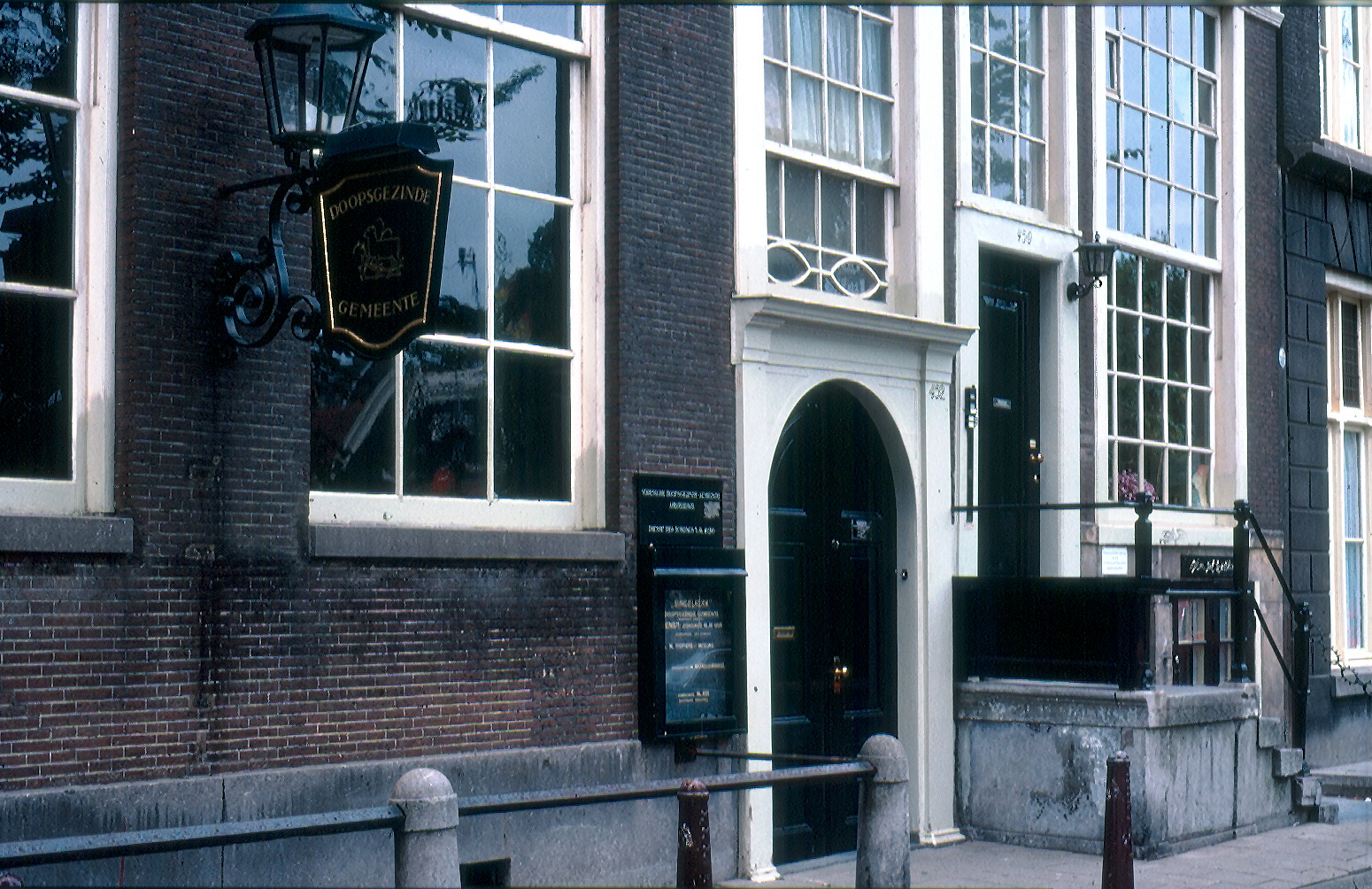
Kerkgebouw der doopsgezinde gemeente Amsterdam

Een vermaning of vermaanhuis is een kerkgebouw van een doopsgezinde gemeente.
De naam vermaning slaat op de navolging van Christus waartoe de doopsgezinde kerkgangers werden aangespoord (aangemaand) door de predikant (de vermaner). Vermaning betekent ook 'ergens van of over spreken', maar de nadruk ligt hier op de waarschuwing. Doopsgezinden legden daarbij een grote nadruk op het praktische toegewijde christelijke leven en het discipelschap. De naam vermaning werd ook gekozen vanwege het diepgewortelde wantrouwen onder doopsgezinden ten opzichte van de staatskerk (Nederduits Gereformeerde Kerk) en de kerkleiders daarvan; de naam moest het onderscheid verduidelijken tussen de doopsgezinden en de staatskerk.
Meestal zijn deze kerken zogenaamde schuilkerken, en staan ze bij andere schuilkerken (bijvoorbeeld in Amsterdam bij de rooms-katholieke Krijtberg) of zijn ze een eind van de rooilijn van een straat of weg af gebouwd (bijvoorbeeld in Drachten) of zelfs onzichtbaar doordat ze achter de huizen midden in een bouwblok staan (bijvoorbeeld in Haarlem en Deventer). Dit komt doordat de doopsgezinden, evenals de rooms-katholieken en remonstranten ten tijde van de Republiek “gedoogd” werden. Hun afwijkende overtuiging werd getolereerd (gewetensvrijheid), maar ze mochten hun religieuze praktijken niet openlijk uitoefenen. Zo waren kerktorens en kerkklokken verboden zodat de kerkgangers niet zouden worden 'misleid' door hun vermaningen. Ook mochten de vermaningen niet direct aan doorgaande wegen worden gebouwd. Doopsgezinden mochten hun gebeden soms ook niet hardop spreken en moesten dus fluisteren. Met de instelling van de godsdienstvrijheid in de Franse tijd kregen doopsgezinden dezelfde rechten als de staatskerk.